# João I (II) de Alexandria
Papa João I (II) de Alexandria (m. 29 de abril de 505) foi um Papa copta e um Patriarca de Alexandria de 496 até a sua morte. Ele era um miafisista
Ele é contado como João II pela Igreja Ortodoxa Grega de Alexandria, que reconhece João I Talaia como sendo João I. Já a Igreja Ortodoxa Copta o reconhecem como João I, pois rejeitam Talaia.

## Biografia
Ele nasceu em Alexandria, de pais cristãos e se tornou um monge do deserto da Nítria, no mosteiro de São Macário, o Grande.
Contra a sua vontade, ele foi consagrado Papa e Patriarca de Alexandria no dia 29 de setembro de 496, após a morte de Atanásio II. Ele foi o primeiro bispo alexandrino escolhido entre os monges dos mosteiros no deserto ao invés do tradicional clero erudito da cidade. Ele reinou por oito anos e sete meses.
Durante o seu reinado, ele conseguiu assegurar presentes do imperador bizantino, de trigo, vinho e óleo, para o seu antigo mosteiro.
Ele era um firme opositor do Concílio de Calcedônia e manteve a comunhão com os que aceitaram o Henótico de Zenão sem impor um anátema formal sobre Calcedônia. Ao fazê-lo, ele manteve a Igreja de Alexandria em paz, ainda que à custa de manter o cisma dos acéfalos, que se opunham tanto ao Concílio de Calcedônia quanto à tentativa de aproximação do Henótico.